# Soleleitung (Berchtesgaden)
Über die Berchtesgadener Soleleitung wird Sole vom Salzbergwerk Berchtesgaden nach Bad Reichenhall transportiert.
Die erste, in den Jahren 1816 und 1817 gebaute Soleleitung führte über das 944 m hoch gelegene Brunnhaus Söldenköpfl, die Schwarzbachwacht (das Wachterl) und Unterjettenberg nach Reichenhall. Dort wurde die Sole von der seit 1619 bestehenden Reichenhaller Soleleitung zur Saline Traunstein und seit der von 1808 bis 1810 gebauten Erneuerung vor allem zur Saline Rosenheim weitergeleitet. Ab 1844 wurde sie auch in der Alten Saline in Bad Reichenhall verarbeitet. 1912 wurde die Saline Traunstein geschlossen. Die von Georg von Reichenbach gebaute Soleleitung mit ihren beiden Wassersäulenmaschinen gilt als technische Meisterleistung.
Im Zusammenhang mit der Schließung der Saline Berchtesgaden wurde die Soleleitung 1927 erneuert und dabei direkt zum Wachterl geführt. Die Sole wurde zur Neuen Saline in Bad Reichenhall geleitet, soweit sie nicht weiterhin zu der 1958 geschlossenen Saline Rosenheim geführt wurde.
1961 wurde sie ersetzt durch die neu gebaute Soleleitung über den Pass Hallthurm zur Neuen Saline in Bad Reichenhall, die bis heute in Betrieb ist.

## Soleleitung Berchtesgaden – Wachterl – Reichenhall

### Vorgeschichte
Das Salzbergwerk Berchtesgaden und seine Salinen Schellenberg und Frauenreuth litten aufgrund der jahrhundertelangen intensiven Waldnutzung und des eingeschränkten Einzugsgebietes von Alters her unter einer unzureichenden Versorgung mit Gruben- und Brennholz.
In einer Zeit, als Salz zu einem der wichtigsten Einnahmequellen Bayerns gehörte, hatte der bayerische Hofrat Utzschneider 1795 erreicht, dass die Fürstpropstei Berchtesgaden ihre Bergwerke, Salinen und Salinenwälder an Bayern verpachtete. Nachdem Berchtesgaden und das Kurfürstentum Salzburg 1810 an das Königreich Bayern gefallen waren, sollten die Berchtesgadener Anlagen an die Reichenhaller Soleleitung angeschlossen werden, deren Erneuerung durch Georg von Reichenbach zu dieser Zeit kurz vor dem Abschluss stand. Reichenbach erhielt im Juli 1814 den geheimen Auftrag, die Möglichkeiten einer Soleleitung von Berchtesgaden nach Reichenhall zu erkunden. Reichenbach plädierte für die kurze Verbindung über den Hallthurm. Nach dem Wiener Kongress fiel das Land Salzburg durch den Vertrag von München vom 14. April 1816 an Österreich zurück. Damit verlief die Straße nach Reichenhall über den österreichischen Spitz am Hallthurm, weshalb diese Trasse nicht mehr infrage kam.

### Auftrag an Mechanische Werkstätte Reichenbach – Ertel
Am 28. April 1816 erhielt Reichenbachs Mechanische Werkstätte Reichenbach – Ertel von König Maximilian I. und seinem Minister Graf Montgelas den Auftrag, die Soleleitung vom Salzbergwerk Berchtesgaden nach Reichenhall zu planen und zu bauen. Die Leitung musste nun über die Schwarzbachwacht (das Wachterl) und Unterjettenberg nach Reichenhall geführt werden, also durch steiles Gelände, für das es keine Karten gab.
Reichenbach war rund drei Monate damit beschäftigt, die Bäche zu finden und auszumessen, die das Aufschlagwasser für die Solehebemaschinen liefern sollten, die Trassierung festzulegen und die beiden Brunnhäuser Pfisterleite und Ilsank mit ihren Wassersäulenmaschinen zu planen.

### Soleleitung
Auf der von Reichenbach gewählten Trasse begann die Soleleitung in 539 m Höhe am Bergwerk, wo eine von ihm konstruierte Radkunst die 1642 nach Reiffenstuelschem Muster erbaute Kolbendruckpumpe ersetzte, die die Sole aus den Sinkwerken am Salzberg förderte.
Die Leitung überquerte die Berchtesgadener Ache in der Nähe des Hofbrauhauses beim Brunnhaus Pfisterleite (533 m), wo es von einer Wassersäulenmaschine 90 m auf die halbe Höhe des Locksteins gehoben wurde. Von dort führte die Leitung mit geringem Gefälle entlang den Berghängen zum Brunnhaus Ilsank oberhalb der Ramsauer Ache, wobei der tief eingeschnittene Klostergraben am Berchtesgadener Soleleitungssteg mit einem Düker überquert wurde. Vom Brunnhaus Ilsank (589 m) wurde die Sole über einen Höhenunterschied vom 355 m zum 944 m hoch gelegenen Brunnhaus Söldenköpfl und seinem Hochbehälter gepumpt.
Ein so großer Höhenunterschied war nie zuvor mit einer Rohrleitung überwunden worden. Für die Wirkung der dabei auftretenden Drücke auf Pumpen und Rohre lagen kaum praktische Erfahrungen vor. Reichenbach war von Anfang an klar, dass er hier die für die Reichenhaller Soleleitung entwickelten Wassersäulenmaschinen Typ I und Typ II nicht verwenden könne und einen neuen Typ III konstruieren müsse, den er der Einfachheit halber auch im Brunnhaus Pfisterleite einsetzte. Schon am 19. August 1816 konnte er seinem Mitarbeiter Friedrich von Schenk den Abschluss der Konstruktionsarbeit mitteilen.
Die Maschinen wurden dann unter der Leitung seines Bruders Karl Reichenbach (1768–1840) von der Gießerei Oberascher in Salzburg gegossen und anschließend in seiner Werkstatt in Reichenhall fertiggestellt.
Für die Produktion der gusseisernen Druckrohre rüstete er den Hochofen in Bergen mit einem neuen Gebläse aus. Dennoch gelang der Guss der Rohren erst nach einigen Versuchen. Weitere (und bessere) Rohre wurden im Hochofen Bodenwöhr in der Oberpfalz gegossen. Diese 510 Rohre im Gesamtgewicht von 1185 Zentner wurden mit Fuhrwerken nach Regensburg transportiert, von dort auf der Donau mit 5 Salzschiffen nach Passau und auf dem Inn und der Salzach mit 9 Schiffen nach Laufen verschifft und schließlich mit 38 Wagenfuhren nach Berchtesgaden und Ilsank gefahren. Die flacheren Abschnitte der Soleleitung wurden in traditioneller Weise mit hölzernen Deicheln gebaut.
Vom Brunnhaus Söldenköpfl floss die Sole im natürlichen Gefälle über die Brunnhäuser Schwarzbachwacht und Jettenberg nach Reichenhall.
Am Bau der Soleleitung waren während der Bauzeit von 20 Monaten bis zu 1200 Personen beschäftigt, die nicht einfach zu beschaffen waren.
Am 16. Dezember 1817 meldete Reichenbach dem General-Salinen-Administrator Mathias von Flurl die Fertigstellung der Soleleitung. Kurz zuvor hatte sein alter Widersacher Joseph von Baader noch in einer Eingabe an das Finanzministerium behauptet, dass die Soleleitung innerhalb von 6 Monaten zusammenbrechen werde.
Am folgenden Sonntag, dem 21. Dezember 1817, wurde sie im Beisein des Königs und von zahlreichen hochrangigen Persönlichkeiten feierlich eröffnet. Zum Abschluss überreichte der König Reichenbach ein Dekret, wonach er eine lebenslange Rente von 1200 Gulden erhielt.
Während des Betriebs der Soleleitung hatte das Personal des Brunnhauses Söldenköpfl die wichtige Aufgabe, dauernd die Menge der ankommenden Sole zu messen, um damit die Pumpleistung und die Dichtigkeit der Rohrverbindungen zu kontrollieren.
Die von Reichenbach gebaute Soleleitung war bis 1927 in Betrieb, als sie erneuert und direkt zum Wachterl geführt wurde. Die Reichenbachpumpe wird seitdem im Salzbergwerk Berchtesgaden ausgestellt.
Der Fußweg im Bereich des fast ebenen Leitungsabschnitts Söldenköpfl – Gerstreit – Zipfhäusl – Kaltbach – Taubensee oberhalb Ramsau trägt noch heute den Namen Soleleitungsweg und ist ein beliebter Wanderweg. Markantester Zeuge aus der Zeit der Soleleitung ist ein kurzer Soleleitungstunnel nahe dem Zipfhäusel, der auch begangen werden kann. In ihm sind noch heute Reste der hölzernen Soleleitung erkennbar.

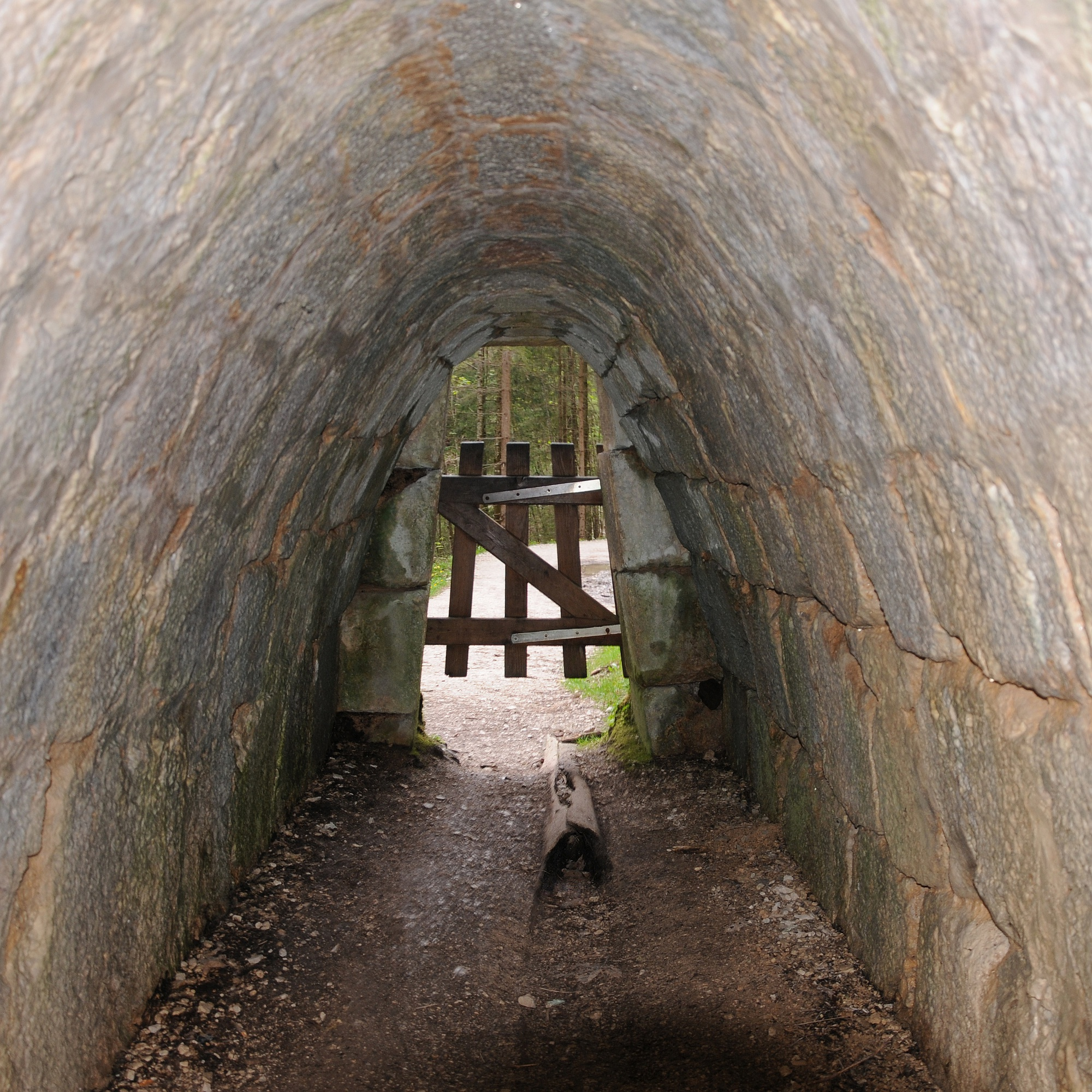
Soleleitungstunnel mit Fragmenten der hölzernen Leitung nahe dem Zipfhäusl
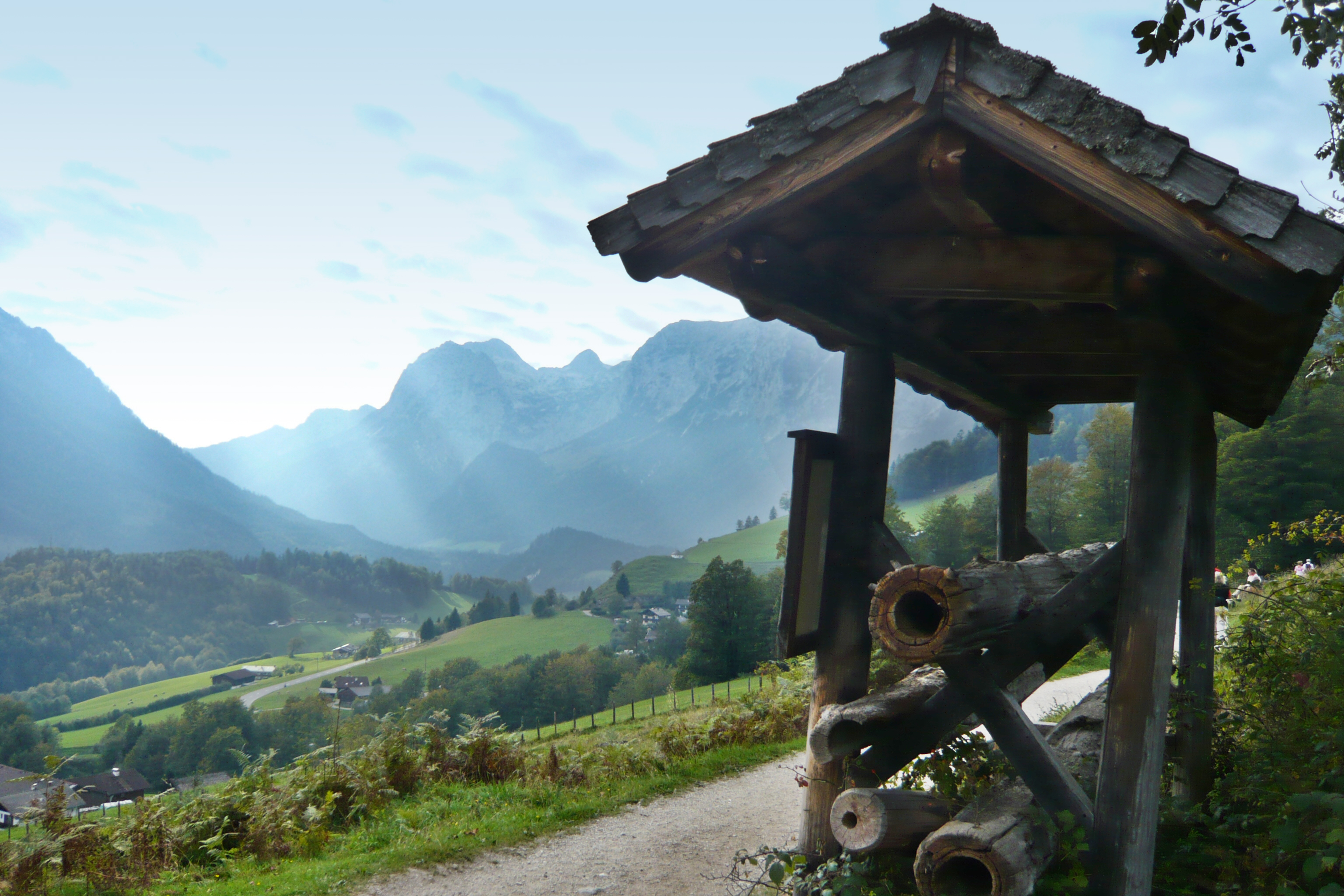
Originalröhren (Deichel) der ehemaligen Soleleitung
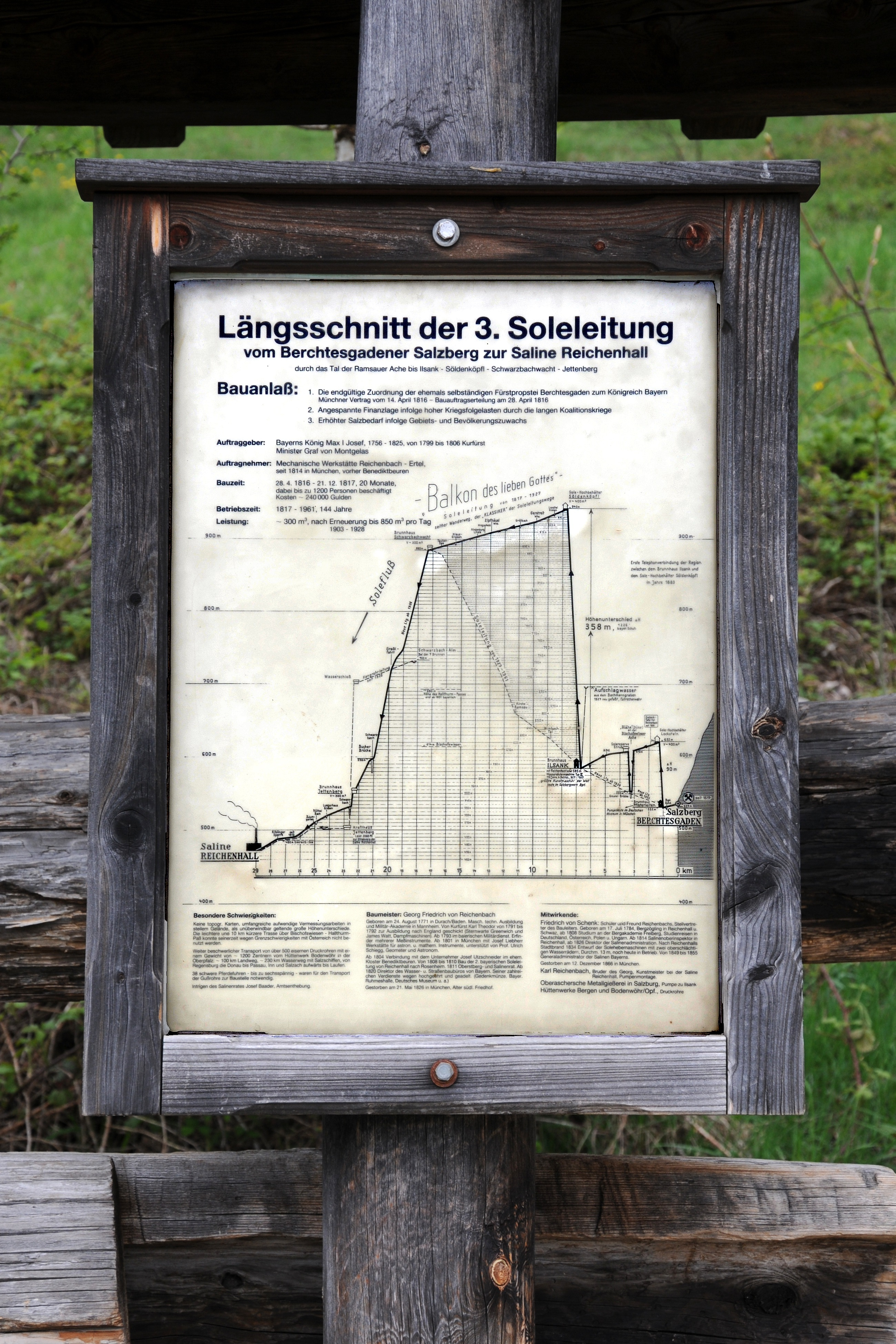
Schematischer Plan der Soleleitung

### Modernisierungen
1903 wurde die Soleleitung erstmals modernisiert. Die Reichenbachsche Radkunst am Bergwerk und die Wassersäulenmaschine an der Pfisterleite wurden durch moderne Pumpen ersetzt und die Soleleitung bis zur Berchtesgadener Gmundbrücke auf einer neuen Trasse verlegt. 1906 wurden die hölzernen Deicheln auf der Gefällstrecke zwischen Schwarzbachwacht und Bad Reichenhall durch Stahlrohre ersetzt.
Die Saline Traunstein war unrentabel und 1912 geschlossen worden. In Bad Reichenhall war 1926 die Neue Saline eröffnet worden, die wesentlich leistungsfähiger war und schrittweise die Produktion von der Alten Saline übernahm. Gleichzeitig wurde die Berchtesgadener Saline Frohnreuth geschlossen. Im Zuge dieser Modernisierungsmaßnahmen wurde zwischen 1926 und 1928 auch die Soleleitung erneuert. Die Wassersäulenmaschine in Ilsank wurde durch eine moderne Pumpe ersetzt. Die Leitung zwischen der Gmundbrücke und Ilsank und zwischen Ilsank und der Passhöhe an der Schwarzbachwacht wurde auf einer neuen Trasse entlang der Straße verlegt. Das Brunnhaus Söldenköpfl wurde damit überflüssig.

## Soleleitung Berchtesgaden – Hallthurm – Reichenhall
1961 wurde die Leitung über die Schwarzbachwacht ersetzt durch die gänzlich neue Soleleitung vom Salzbergwerk Berchtesgaden über Hallthurm nach Bad Reichenhall, die elf Kilometer kürzer als die alte Leitung ist und von dem 537 m hoch gelegenen Bergwerk nur 156 m Höhenunterschied bis zu dem 693 m hohen Pass überwinden muss. Der früher zu Österreich gehörende Spitz am Hallthurm war bereits 1851 durch eine Grenzregulierung an Bayern abgetreten worden.
Die Soleleitung besteht aus zwei parallelen Grauguss-Rohrleitungen, die mit 2400 m³ pro Tag das Dreifache der alten Leitung befördern können.